# 練馬区立豊玉中学校
練馬区立豊玉中学校（ねりまくりつ とよたまちゅうがっこう）は、東京都練馬区にある公立の中学校である。2019年(令和元年)5月時点の生徒数は9学級268名。 

## 沿革
学校教育法の施行にともなって練馬区で開設された中学校13校の1つ。
- 1947年
  - 4月20日 - 東京都立石神井高等学校内にて板橋区立豊玉中学校として開校
  - 8月1日 - 練馬区独立により練馬区立豊玉中学校と校名変更
- 1948年4月12日 - 豊玉小学校内に移転
- 1949年4月1日 - 現在地に移転
- 1951年3月 - 校歌（作詞・中田淳子、作曲・星出きん子）制定
- 1957年9月12日 - プール落成
- 1959年6月6日 - 体育館兼講堂落成
- 1962年4月1日 - 豊玉第二中学校を分離
- 1973年2月27日 - 校舎改築竣工

## 通学区域
練馬駅の南方、おおむね千川通り以南を学区域とする。
- 豊玉中二丁目（1-9、13-28）
- 豊玉中三丁目
- 豊玉中四丁目
- 豊玉北五丁目（8-13、15-32）
- 豊玉北六丁目
- 豊玉南一丁目
- 豊玉南二丁目
- 豊玉南三丁目
- 中村一丁目（1-4）
- 中村北一丁目（1-11）

## 進学前小学校
区立中学校選択制度があり区内の遠方から通学している生徒もいるが、学区指定による小学校は以下の通り。※印は小中一貫教育グループの構成校。
- 豊玉小学校(※)
- 豊玉南小学校(※)

## 学区内の主な施設
- 練馬区役所
- 練馬区立練馬図書館
- 練馬郵便局

## 交通
- 西武池袋線・都営地下鉄大江戸線 練馬駅より徒歩15分
- 西武新宿線 野方駅より徒歩15分
- 関東バス（高60）・国際興業バス（赤31）・都営バス（王78） 豊玉中バス停より徒歩3分

## 著名な出身者
- 菅原一秀（元衆議院議員）
- 扇けい（元宝塚歌劇団花組男役）